# Pátka
Pour le couvre chef, voir Patka.
Pátka est un village et une commune du comitat de Fejér en Hongrie.